# Volo Indian Airlines 257
Il volo Indian Airlines 257 era un volo tra Calcutta, Bengala Occidentale, e Imphal, Manipur, India. Il 16 agosto 1991, un Boeing 737-200 operante su tale tratta si schiantò durante la discesa verso l'aeroporto di Imphal, provocando la morte di tutti i 69 occupanti.

## L'aereo
Il velivolo coinvolto era un Boeing 737-200, marche VT-EFL, numero di serie 21497, numero di linea 504. Volò per la prima volta nel novembre 1977 e venne consegnato a Indian Airlines lo stesso mese; fino al 1987 venne preso in leasing varie volta dall'Indian Air Force. Era equipaggiato con 2 motori turboventola Pratt & Whitney JT8D-17. Al momento dell'incidente, l'aereo aveva quasi quattordici anni e aveva accumulato 29 729 ore di volo in 33 574 cicli di pressurizzazione.

## L'incidente
Il volo, che operava sulla rotta Calcutta-Imphal, si schiantò sulle colline di Thangjing, a circa 37 chilometri a sud-ovest dell'aeroporto. L'aereo partì da Calcutta intorno alle 12:00 ora locale e iniziò la discesa verso l'aeroporto di Imphal intorno alle 12:41. La visibilità era di 7 chilometri. L'aeroporto di Imphal perse il contatto con il Boeing verso le 12:45, quando il sistema di atterraggio strumentale riportava 5 000 piedi (1 500 m) di altitudine. Gli sforzi di ricerca e soccorso dell'aereo e dei suoi occupanti furono ostacolati dalle cattive condizioni meteorologiche e da un terreno collinare e fangoso, che rendeva difficoltosa la perlustrazione.

## Le indagini
La probabile causa dell'incidente venne determinata essere un errore del pilota in comando che non aveva seguito il piano di volo e il sentiero di discesa dell'ILS, ignorando la cartina e non rendendosi conto che la prematura discesa ad altitudine di 10 000 piedi (3 000 m) e la virata a destra, effettuata senza riportare il passaggio sopra il VOR, avrebbe comportato una perdita di riferimento temporale, e come tale avrebbe portato l'aereo su un terreno collinare. L'azione del pilota potrebbe essere stata influenzata dalla sua estrema familiarità con il terreno.

## Conseguenze
L'Indian Airlines pagò un risarcimento alle famiglie dei deceduti, di ₹500 000 (circa 5866 €) per ogni passeggero adulto deceduto e ₹250 000 (circa 2933 €) per ogni infante deceduto.